# Альянс нового освобождения Сомали
Альянс нового освобождения Сомали (араб. تحالف إعادة تحرير الصومال‎) — сомалийская политическая партия, запущенная в сентябре 2007 года. Преемник Союза исламских судов.

## История
Члены Союза исламских судов и лидеры сомалийской оппозиции объединились в политическую партию. Около 400 делегатов, в число которых входили исполнительный председатель Союза исламских судов Шейх Шариф Ахмед, бывший спикер парламента Переходного федерального правительства Шариф Хасан Шейх Аден и бывший заместитель премьер-министра Хусейн Мохамед Фарра, одобрили конституцию и комитет. Центральный комитет из 191 члена возглавил Шариф Хасан Шейх Аден. Хасан Дахир Авейс прямо заявил, что он не занимал никакой официальной должности в альянсе. Репортёры Сомалийского конгресса за освобождение и восстановление в Асмэре, столице Эритреи, заявили, что альянс вряд ли будет возглавляться исламистами, поскольку оппозиция будет надеяться на широкую политическую поддержку и возможности для сбора средств сомалийской диаспоры.

## Цели
Первоначальная цель партии заключалась в том, чтобы предложить другое решение проблем сомалийского кризиса, который длился с момента свержения Мохамеда Сиада Барре в 1991 году. 
Тем не менее, Альянс нового освобождения Сомали остаётся довольно разнородным собранием сомалийцев, происходящих из разных слоев общества. Однако он быстро раскололся как минимум на два. Первый, возглавляемый Шарифом Ахмедом, выступает за решения путём переговоров, альянс участвовал в двух конференциях, проведённых в Джибути в 2008 и 2009 годах. Эти конференции привели к избранию Шарифа Ахмеда президентом нового Переходного федерального правительства, которое надеется восстановить мир при установлении исламского режима, основанного на законах шариата. Вторая группа, «Хизбул-Ислам», представителем которой является Хасан Дахир Авейс, выступает против любого решения путём переговоров и по-прежнему выступает за захват власти силой.
Джибутийское соглашение было мирным соглашением, подписанным Альянсом нового освобождения Сомали и Переходным федеральным правительством в 2008 году.